# خراردو فرناندس
خراردو فرناندس (اسپانیایی: Gerardo Fernández‎؛ زادهٔ ۲۴ سپتامبر ۱۹۵۳) وزنه‌بردار اهل کوبا بود. وی در بازی‌های المپیک تابستانی ۱۹۷۶ و ۱۹۸۰ شرکت کرده‌است.